# Natație la Jocurile Olimpice de vară din 2024 - 200 m liber (masculin)
Proba de înot 200 de metri liber masculin de la Jocurile Olimpice de vară din 2024 s-a desfășurat în perioada 28-29 iulie 2024 la Paris Aquatics Centre.

## Recorduri
Înaintea acestei competiții, recordurile mondiale și olimpice erau următoarele:
| Record  | Atlet                 | Timp    | Loc            | Data           |
| ------- | --------------------- | ------- | -------------- | -------------- |
| Mondial | Paul Biedermann (GER) | 1:42,00 | Roma, Italia   | 28 iulie 2009  |
| Olimpic | Michael Phelps (USA)  | 1:42,96 | Beijing, China | 12 august 2008 |

## Program
Orele sunt ora Franței (UTC+1) 
| Data                    | Timp        | Etapă                 |
| ----------------------- | ----------- | --------------------- |
| Duminică, 28 iulie 2024 | 10:00 19:37 | Calificări Semifinale |
| Luni, 29 iulie 2024     | 17:30       | Finala                |

## Rezultate

### Calificări
Înotătorii cu cei mai buni 16 timpi s-au calificat în semifinale, indiferent de cursa de calificare în care au participat. 
| Poz. | Cursă | Culoar | Înotător               | Țară                       | Timp    | Note |
| ---- | ----- | ------ | ---------------------- | -------------------------- | ------- | ---- |
| 1    | 4     | 4      | David Popovici         | România                    | 1:45,65 | C    |
| 2    | 3     | 3      | Danas Rapšys           | Lituania                   | 1:45,91 | C    |
| 3    | 4     | 8      | Lucas Henveaux         | Belgia                     | 1:46,04 | C    |
| 4    | 4     | 5      | Hwang Sun-woo          | Coreea de Sud              | 1:46,13 | C    |
| 5    | 2     | 5      | Maximillian Giuliani   | Australia                  | 1:46,15 | C    |
| 6    | 2     | 4      | Matthew Richards       | Marea Britanie             | 1:46,19 | C    |
| 7    | 2     | 3      | Katsuhiro Matsumoto    | Japonia                    | 1:46,23 | C    |
| 7    | 4     | 3      | Luke Hobson            | Statele Unite ale Americii | 1:46,23 | C    |
| 9    | 4     | 2      | Thomas Neill           | Australia                  | 1:46,27 | C    |
| 10   | 3     | 4      | Lukas Märtens          | Germania                   | 1:46,33 | C    |
| 11   | 3     | 5      | Duncan Scott           | Marea Britanie             | 1:46,34 | C    |
| 12   | 2     | 6      | Kim Woo-min            | Coreea de Sud              | 1:46,64 | C    |
| 13   | 2     | 2      | Rafael Miroslaw        | Germania                   | 1:46,81 | C    |
| 14   | 2     | 1      | Denis Loktev           | Israel                     | 1:47,01 | C    |
| 15   | 3     | 2      | Alessandro Ragaini     | Italia                     | 1:47,31 | C    |
| 16   | 3     | 7      | Filippo Megli          | Italia                     | 1:47,39 | C    |
| 17   | 2     | 8      | Antonio Djakovic       | Elveția                    | 1:47,46 |      |
| 18   | 1     | 4      | Velimir Stjepanovic    | Serbia                     | 1:47,56 |      |
| 19   | 3     | 6      | Chris Guiliano         | Statele Unite ale Americii | 1:47,60 |      |
| 20   | 3     | 8      | Jorge Iga              | Mexic                      | 1:48,38 |      |
| 21   | 1     | 5      | Saso Boskan            | Slovenia                   | 1:48,75 |      |
| 22   | 4     | 6      | Pan Zhanle             | China                      | 1:49,47 |      |
| 23   | 4     | 7      | Ji Xinjie              | China                      | 1:49,88 |      |
| 24   | 1     | 3      | Omar Abbass            | Siria                      | 1:53,01 |      |
| 25   | 1     | 6      | Muhammad Ahmed Durrani | Pakistan                   | 1:58,67 |      |
|      | 4     | 1      | Guilherme Costa        | Brazilia                   | NS      |      |
|      | 3     | 1      | Nandor Nemeth          | Ungaria                    | NS      |      |
|      | 2     | 7      | Felix Auböck           | Austria                    | NS      |      |

### Semifinale
Înotătorii cu cei mai buni 8 timpi, indiferent de rundă, au avansat în finală.
| Poz. | Cursă | Culoar | Înotător             | Țară                       | Timp    | Note |
| ---- | ----- | ------ | -------------------- | -------------------------- | ------- | ---- |
| 1    | 2     | 4      | David Popovici       | România                    | 1:44,53 | C    |
| 2    | 2     | 7      | Duncan Scott         | Marea Britanie             | 1:44,94 | C    |
| 3    | 1     | 6      | Luke Hobson          | Statele Unite ale Americii | 1:45,19 | C    |
| 4    | 1     | 2      | Lukas Märtens        | Germania                   | 1:45,36 | C    |
| 5    | 2     | 3      | Maximillian Giuliani | Australia                  | 1:45,37 | C    |
| 6    | 1     | 4      | Danas Rapšys         | Lituania                   | 1:45,48 | C    |
| 7    | 1     | 3      | Matthew Richards     | Marea Britanie             | 1:45,63 | C    |
| 8    | 2     | 6      | Katsuhiro Matsumoto  | Japonia                    | 1:45,88 | C    |
| 9    | 1     | 5      | Hwang Sun-woo        | Coreea de Sud              | 1:45,92 |      |
| 10   | 2     | 2      | Thomas Neill         | Australia                  | 1:46,18 |      |
| 11   | 2     | 5      | Lucas Henveaux       | Belgia                     | 1:46,20 |      |
| 12   | 1     | 7      | Kim Woo-min          | Coreea de Sud              | 1:46,58 |      |
| 13   | 1     | 8      | Filippo Megli        | Italia                     | 1:46,87 |      |
| 14   | 2     | 8      | Alessandro Ragaini   | Italia                     | 1:47,08 |      |
| 15   | 2     | 1      | Rafael Miroslaw      | Germania                   | 1:47,34 |      |
| 16   | 1     | 1      | Denis Loktev         | Israel                     | 1:47,93 |      |

### Finala
Rezultate finală.
| Loc | Culoar | Înotător             | Țară                       | Timp    | Note |
| --- | ------ | -------------------- | -------------------------- | ------- | ---- |
| 1   | 4      | David Popovici       | România                    | 1:44,72 |      |
| 2   | 1      | Matthew Richards     | Marea Britanie             | 1:44,74 |      |
| 3   | 3      | Luke Hobson          | Statele Unite ale Americii | 1:44,79 |      |
| 4   | 5      | Duncan Scott         | Marea Britanie             | 1:44,87 |      |
| 5   | 6      | Lukas Märtens        | Germania                   | 1:45,46 |      |
| 5   | 7      | Danas Rapšys         | Lituania                   | 1:45,46 |      |
| 7   | 2      | Maximillian Giuliani | Australia                  | 1:45,57 |      |
| 8   | 8      | Katsuhiro Matsumoto  | Japonia                    | 1:46,26 |      |